# Prisoner and Paper Plane
Prisoner and Paper Plane (囚人と紙飛行機) est une série de light novels écrite par Nekoromin@ShujinP, publiée depuis mai 2012 par PHP Institute, basée sur une chanson de Kagamine Rin/Len de 2008.
Une adaptation en manga dessinée par Saki Akamura est prépubliée entre octobre 2012 et octobre 2013 dans le magazine Monthly Comic Gene et compilé en un total de trois tomes par Media Factory. La version française est publiée par Komikku Éditions.

## Synopsis
Après s’être révoltés contre un empire, les combattants d’une même race sont envoyés dans un camp de prisonniers. Parmi eux, un jeune homme qui porte le numéro de matricule 420… Dans cet environnement éprouvant, il est maltraité aussi bien par les gardes que par les autres prisonniers. Un jour, alors qu’il s’était abandonné au désespoir après de nouvelles brimades, il tombe nez à nez avec une jeune fille, qui lui sourit depuis l’autre côté de la clôture. Cette rencontre inattendue va bouleverser son destin…